# Kåfjord (fjord in Troms)
Het Kåfjord (Noordelijk Sami: Gáivuotna; Kven: Kaivuono) is een fjord in de gemeente Kåfjord in de provincie Troms og Finnmark in het noordoosten van Noorwegen. Het fjord is 20 kilometer lang en is een aftakking in oostelijke richting van het Lyngenfjord. Aan het uiteinde van het flord ligt de plaats Birtavarre. Langs het fjord loopt de Europese weg E6.